# Toshitaka Hidaka
Toshitaka Hidaka (jap. 日高 敏隆, Hidaka Toshitaka; * 26. Februar 1930 in Tokio; † 14. November 2009 in Kyōto) war ein japanischer Ethologe und Buchautor.
Hidaka studierte Ingenieurwissenschaften an der Universität Tokio. Sein frühes Interesse für Tiere führte zu einer lebenslangen Laufbahn als Verhaltensforscher. Er war maßgeblich an der Gründung der Japanischen Ethologischen Gesellschaft 1982 beteiligt und veröffentlichte Schriften wie Konchu to yū sekai (1973), Esoroji wa dō iu gakumon ka (1976), Dobutsu wa naze dobutsu ni nattaka (1976), Chō wa naze tobu ka (Warum fliegen Schmetterlinge?, Mainichi-Kulturpreis), Dōbutsu wa nani o mezasu no ka (Wonach streben Tiere?) und Nihon dōbutsu daihyakka (Enzyklopädie der Tiere in Japan, 1996).

## Quelle
- Japanese Literature, 21. Februar 2021 (englisch), Japanese Authors - Modern Japanese Authors, A - I

| Personendaten    | Personendaten                          |
| ---------------- | -------------------------------------- |
| NAME             | Hidaka, Toshitaka                      |
| ALTERNATIVNAMEN  | 日高敏隆 (japanisch)                   |
| KURZBESCHREIBUNG | japanischer Ethologe und Sachbuchautor |
| GEBURTSDATUM     | 26. Februar 1930                       |
| GEBURTSORT       | Tokio                                  |
| STERBEDATUM      | 14. November 2009                      |
| STERBEORT        | Kyōto                                  |